# Francisco Jara
Francisco Jara (3. února 1941 Guadalajara – 2. únor 2024 Guadalajara) byl mexický fotbalista, útočník.

## Fotbalová kariéra
V mexické lize hrál za CD Guadalajara. S týmem CD Guadalajara získal 5 mistrovských titulů. Za reprezentaci Mexika nastoupil v letech 1963–1968 v 10 utkáních. Byl členem mexické reprezentace na Mistrovství světa ve fotbale 1962, ale v utkání nenastoupil.

## Ligová bilance
| Ročník                  | Zápasy | Góly | Klub           |
| ----------------------- | ------ | ---- | -------------- |
| 1. mexická liga 1960/61 | -      | -    | CD Guadalajara |
| 1. mexická liga 1961/62 | -      | -    | CD Guadalajara |
| 1. mexická liga 1962/63 | -      | -    | CD Guadalajara |
| 1. mexická liga 1963/64 | -      | -    | CD Guadalajara |
| 1. mexická liga 1964/65 | -      | -    | CD Guadalajara |
| 1. mexická liga 1965/66 | -      | -    | CD Guadalajara |
| 1. mexická liga 1966/67 | -      | -    | CD Guadalajara |
| 1. mexická liga 1967/68 | -      | -    | CD Guadalajara |
| 1. mexická liga 1968/69 | -      | -    | CD Guadalajara |
| 1. mexická liga 1969/70 | -      | 9    | CD Guadalajara |
| 1. mexická liga 1970    | -      | -    | CD Guadalajara |
| 1. mexická liga 1970/71 | -      | -    | CD Guadalajara |
| CELKEM 1. mexická liga  | -      | -    |                |